# Суворова, Варвара Ивановна
Графиня, позднее княгиня (1799) Варвара Ивановна Суворова (урождённая княжна Прозоровская; 18 ноября 1750 — 8 мая 1806) — дочь генерал-аншефа князя И. А. Прозоровского, супруга генералиссимуса А. В. Суворова; дама большого креста ордена Святой Екатерины (15.09.1801) и статс-дама двора (15.09.1801).

## Биография
Дочь отставного генерал-аншефа, князя И. А. Прозоровского (1712—1786) от брака с княжной Марией Михайловной Голицыной (1717—1780).

### Брак
18 декабря 1773 года была помолвлена с Александром Васильевичем Суворовым (1730—1800), четыре дня спустя состоялось их обручение, а 16 января 1774 года — свадьба в Москве.
Брак этот был не особенно по сердцу её близким, прежде всего потому, что князья Прозоровские, несмотря на некоторую захудалость в поместном и вообще имущественном отношении, принадлежали к высшим кругам московской знати и имели в ней обширные и прочные связи, между тем как Суворовы были худородны; к тому же и сам жених не мог считаться особенно завидным; правда, к этому времени Суворов имел уже за собою значительные военные заслуги и был в чине генерал-майора и георгиевским кавалером.
Несколько лет супруги жили в согласии. Варвара Ивановна сопровождала мужа в передвижениях его военной службы, находилась с ним в Таганроге, Астрахани, Полтаве и Крыму. В 1775 году у Суворовых родилась дочь Наталья, но следующее две беременности Варвары Ивановны из-за походной жизни закончились несчастьем.
Со второй половины 1777 года между супругами начался разлад. Между ними было очень мало общего. Избалованная с детства и привыкшая к роскоши Варвара Ивановна любила общество, балы и была склонна к расточительству. Александр Васильевич всецело был поглощён военными делами, отличался бережливостью и не имел склонности к светской жизни. При таких условиях и при вспыльчивости и нетерпимости каждого из супругов, им трудно было ужиться, тем более, что Варвара Ивановна не чужда была и увлечений; «отлучаясь своевольно, употребляла развратные и соблазнительные обхождения, неприличные чести её», — писал о ней Суворов со свойственной ему резкой прямотой.
В конце 1779 года Суворов, постоянно находившейся в отлучках, возбудил дело о разводе, обвиняя жену в нарушении супружеской верности. Но благодаря вмешательству знатной родни дело было замято. В 1780 году Варвара Ивановна сопровождала мужа к новому месту службы в Астрахань, где состоялась своеобразная церемония их церковного примирения, нечто вроде публичного покаяния, муж и жена обливались слезами, священник прочитал им разрешающую молитву и вслед за тем отслужил литургию. Однако, это примирение было непродолжительным. В мае 1784 года, за несколько месяцев до рождения сына Аркадия, между супругами произошёл новый разрыв, разлучивший их навсегда. Несмотря на все попытки Суворова, прибегавшего даже к посредничеству Потёмкина перед Екатериной II, дело не дошло до формального развода. Варвара Ивановна получила от мужа «раздельное жительство» и 1200 руб. ежегодного содержания. Их 9-летняя дочь была помещена отцом в Смольный монастырь, а новорождённый сын остался при матери.
Разойдясь с мужем, Варвара Ивановна поселилась в Москве. Сперва она жила в доме у отца, а после его смерти переехала к брату, генерал-майору князю Ивану Ивановичу Прозоровскому. В московском доме брата на Большой Полянке (на месте нынешнего дома № 1/3), Варвара Ивановна провела несколько лет, вдали от света и от двора, с трудом проживая на назначенную ей мужем скудную пенсию. В 1796 году она была вынуждена расстаться с сыном Аркадием, назначенным камер-юнкером к великому князю Константину Павловичу. Дочь же её, уже вышедшая замуж за графа Н. А. Зубова, под влиянием отца с матерью не общалась.
Всё это время Варвара Ивановна тщетно пыталась несколько раз умилостивить мужа, но Суворов оставался глух к её письмам. Только при Павле I, воспользовавшись его разногласием с Суворовым, она смогла добиться личной поддержки императора. По его специальной резолюции, фельдмаршал был вынужден передать жене свой наследственный московский дом, на Большой Никитской, д. 44, и увеличить выдаваемое ей ежегодно содержание до 8000 рублей.

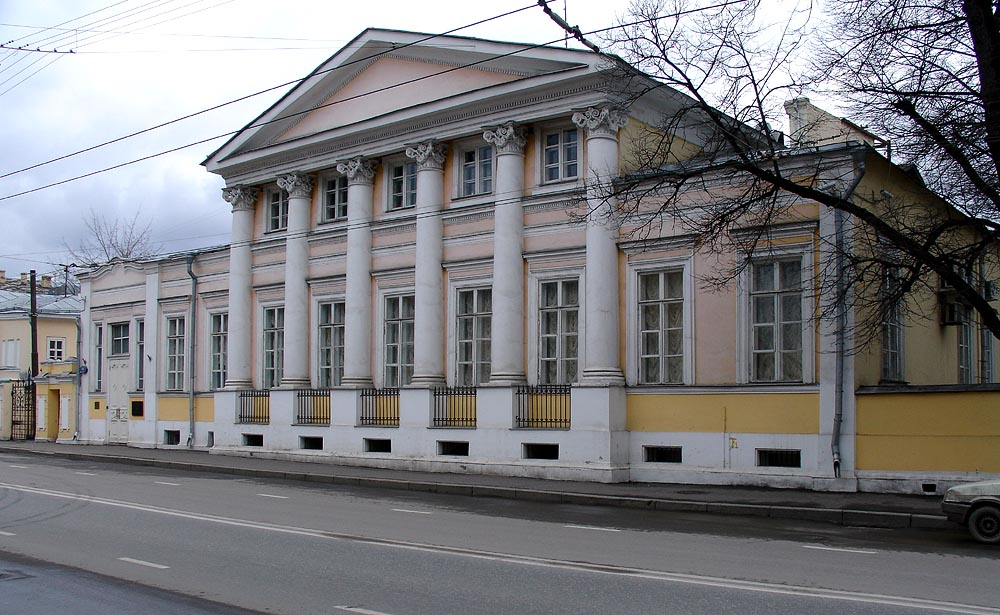
Московская усадьба Суворовых

### Вдовство
Овдовевшая в мае 1800 года, княгиня Суворова приветствовала особым поздравлением вступление на престол Александра I. Выражая ей свою «признательность» за заслуги мужа, император в день коронации пожаловал Варвару Ивановну в статс-дамы и пожаловал ей орден Св. Екатерины первого класса. Но недолго ей пришлось пользоваться почётом и вниманием, которых она была лишена при жизни мужа. Княгиня скончалась в мае 1806 года и была погребена в Воскресенском Ново-Иерусалимском монастыре.

## Внешность
По словам историка русской старины Ф. Ф. Вигеля, была «красавица в русском вкусе, румяна и полна, но ума невысокого и воспитания старинного».